# 박봉순 (만주보민회)
박봉순(朴逢舜, ? ~ ?)은 대한제국 시기에 일진회 회원으로, 일제강점기 당시에 만주 지역에서 만주보민회 회원으로 활동했던 인물로, 본적은 중화민국 펑톈성 환런현(奉天省 桓仁縣, 1919년 당시 주소이며, 현재의 중화인민공화국 랴오닝성 번시시 환런 만족 자치현)이다.

## 생애
한일 병합 조약 체결 전인 1907년을 전후하여 이미 중국 환런 현에 거주하면서 일진회 회원으로 가입해 활동한 경력이 있으며, 1920년 일진회의 후신 격인 천도교 분파 제우교 신자였던 것으로 추정된다. 1920년 3월 3·1 운동 이후 일본 제국의 치안력이 미치지 않던 만주 지역에서 항일 세력이 집결하자 제우교도를 중심으로 한 일정의 밀정 단체인 만주보민회가 창설되었다. 박봉순은 일본의 재정적 후원을 받은 이 단체에 창립 발기인으로 가담했으며 1920년 3월부터 1921년 6월까지 환런 현 지부의 간사를 역임했다.
만주보민회는 남만주를 근거로 항일 운동을 정탐하고 탄압하는 역할을 담당했다. 박봉순은 1920년 3월 지안현(集安縣)에서 패왕조(覇王槽) 독립단이라는 무장 세력의 본부를 공격하는 데 직접 참가했으며 같은 해 5월 13일부터 7월 2일까지 봉천독군 일본인 고문 우에다(上田)와 동행하여 독립단 수색에서 길을 안내하는 역할을 맡기도 했다.
1924년 만주보민회가 해산할 때 이러한 공로를 인정받아 120원의 해산분배금을 받았으며 일본 정부의 평가에 따르면 박봉순은 각지 정황조사를 하고 각 위험지에 순회한 바가 많았던 것으로 기록되어 있다.

## 사후
- 대한민국 친일반민족행위진상규명위원회가 2007년에 발표한 친일반민족행위 195인 명단에 선정되었으며, 2008년 공개된 민족문제연구소의 친일인명사전 수록예정자 명단에도 포함되었다.

## 같이 보기
- 일진회
- 제우교
- 만주보민회

## 참고자료
- 친일반민족행위진상규명위원회 (2007년 12월). 〈박봉순〉 (PDF). 《2007년도 조사보고서 II - 친일반민족행위결정이유서》. 서울. 2131~2137쪽쪽. 발간등록번호 11-1560010-0000002-10. [깨진 링크(과거 내용 찾기)]